# فرودگاه اساو
فرودگاه اساو (به انگلیسی: Asau Airport) یک فرودگاه همگانی با کد یاتا AAU است . این فرودگاه در کشور ساموآ قرار دارد .